# کریس لبنزون
کریس لبنزون (انگلیسی: Chris Lebenzon؛ زادهٔ ۲۹ اکتبر ۱۹۵۳) یک تدوین‌گر اهل ایالات متحده آمریکا است.

## فیلم‌شناسی
| سال  | فیلم                                | کارگردان         | توضیحات                                         |
| ---- | ----------------------------------- | ---------------- | ----------------------------------------------- |
| ۱۹۷۹ | The Secret Life of Plants           | والون گرین       |                                                 |
| ۱۹۸۱ | Wolfen                              | مایکل ودلی       |                                                 |
| ۱۹۸۴ | A Breed Apart                       | Philippe Mora    |                                                 |
| ۱۹۸۵ | Weird Science                       | جان هیوز         |                                                 |
| ۱۹۸۶ | Death of an Angel                   | Petru Popescu    |                                                 |
| ۱۹۸۶ | تاپ گان                             | تونی اسکات       | نامزد—جایزه اسکار برای جایزه اسکار بهترین تدوین |
| ۱۹۸۷ | پلیس بورلی هیلز ۲                   | تونی اسکات       |                                                 |
| ۱۹۸۷ | Weeds                               | جان دی هنکاک     |                                                 |
| ۱۹۸۸ | گریز نیمه‌شب                         | مارتن برست       |                                                 |
| ۱۹۹۰ | Revenge                             | تونی اسکات       |                                                 |
| ۱۹۹۰ | روزهای تندر                         | تونی اسکات       |                                                 |
| ۱۹۹۱ | هادسون هاوک                         | مایکل لمان       |                                                 |
| ۱۹۹۲ | بازگشت بتمن                         | تیم برتون        |                                                 |
| ۱۹۹۳ | Josh and S.A.M.                     | بیلی وبر         |                                                 |
| ۱۹۹۴ | اد وود                              | تیم برتون        |                                                 |
| ۱۹۹۵ | Crimson Tide                        | تونی اسکات       | نامزد—جایزه اسکار برای جایزه اسکار بهترین تدوین |
| ۱۹۹۶ | مریخ حمله می‌کند!                    | تیم برتون        |                                                 |
| ۱۹۹۷ | هواپیمای محکومین                    | سایمون وست       |                                                 |
| ۱۹۹۸ | آرماگدون                            | مایکل بی         |                                                 |
| ۱۹۹۸ | دشمن کشور                           | تونی اسکات       |                                                 |
| ۱۹۹۹ | اسلیپی هالو                         | تیم برتون        | نامزد—جایزه ستلایت برای Best Editing            |
| ۲۰۰۰ | سرقت در ۶۰ ثانیه                    | دامینیک سینا     |                                                 |
| ۲۰۰۱ | پرل هاربر (فیلم)                    | مایکل بی         |                                                 |
| ۲۰۰۱ | سیاره میمون‌ها                       | تیم برتون        |                                                 |
| ۲۰۰۲ | تریپل اکس                           | راب کوهن         |                                                 |
| ۲۰۰۳ | ماهی بزرگ                           | تیم برتون        |                                                 |
| ۲۰۰۵ | چارلی و کارخانه شکلات‌سازی           | تیم برتون        |                                                 |
| ۲۰۰۵ | عروس مرده                           | تیم برتون        |                                                 |
| ۲۰۰۵ | Man of the House                    | استیون هرک       |                                                 |
| ۲۰۰۶ | دژا وو                              | تونی اسکات       |                                                 |
| ۲۰۰۶ | اراگون                              | Stefen Fangmeier |                                                 |
| ۲۰۰۷ | آرایشگر شیطانی خیابان فلیت          | تیم برتون        | ACE Eddie                                       |
| ۲۰۰۹ | گرفتن پلهام ۱۲۳                     | تونی اسکات       |                                                 |
| ۲۰۱۰ | توقف‌ناپذیر                          | تونی اسکات       | نامزد—جایزه ستلایت برای Best Editing            |
| ۲۰۱۰ | آلیس در سرزمین عجایب                | تیم برتون        | Also executive producer ACE Eddie               |
| ۲۰۱۲ | سایه‌های سیاه                        | تیم برتون        | Also executive producer                         |
| ۲۰۱۲ | فرنکن‌وینی                           | تیم برتون        | Nominated—ACE Eddie                             |
| ۲۰۱۴ | پلید                                | رابرت اشترمبرگ   |                                                 |
| ۲۰۱۵ | آخرین شکارچی جادوگر                 | Breck Eisner     |                                                 |
| ۲۰۱۶ | خانه دوشیزه پرگرین برای بچه‌های عجیب | تیم برتون        |                                                 |